# 费尔蒙特莱蒙特勒宫酒店

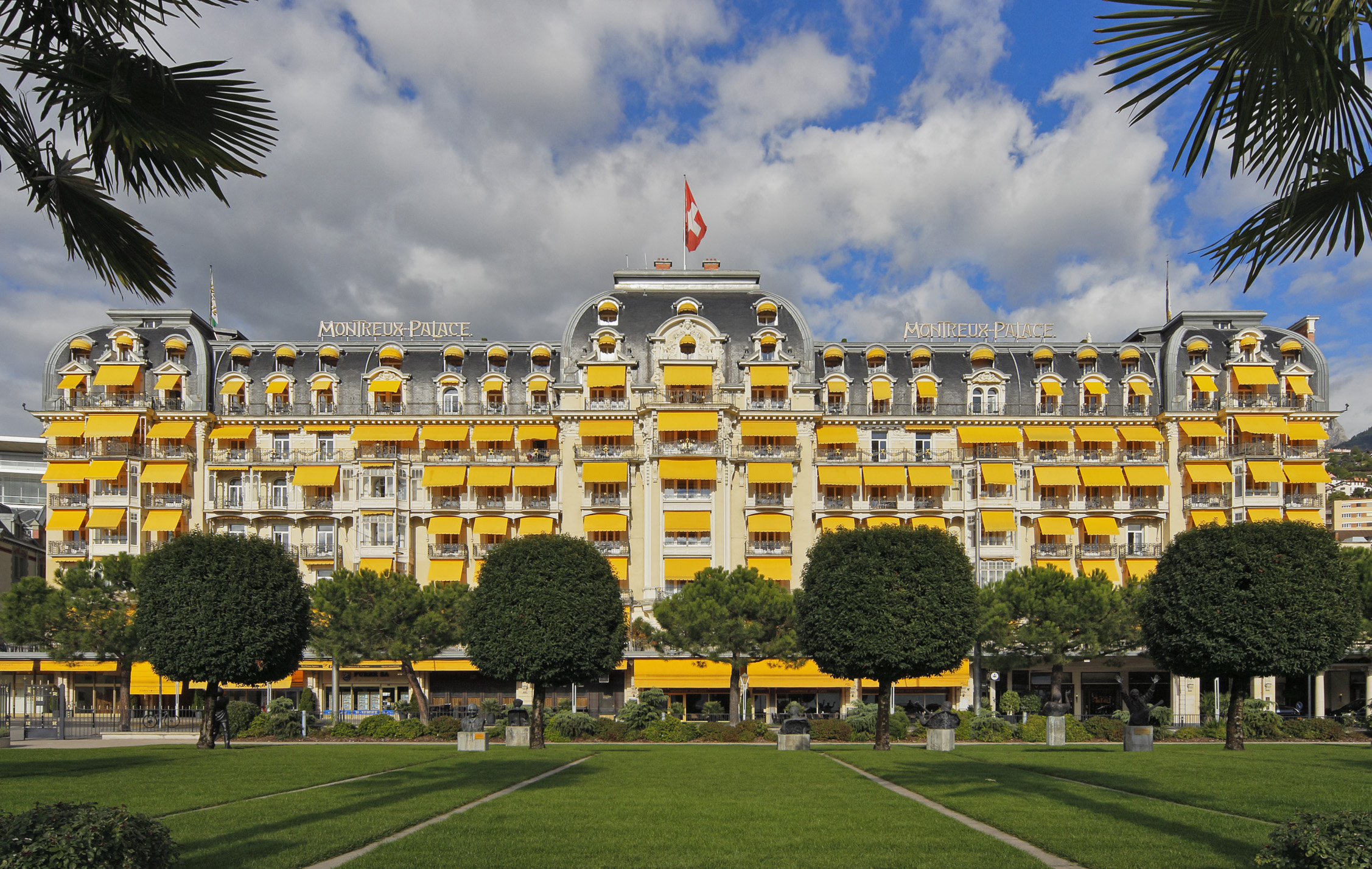
蒙特勒宫酒店

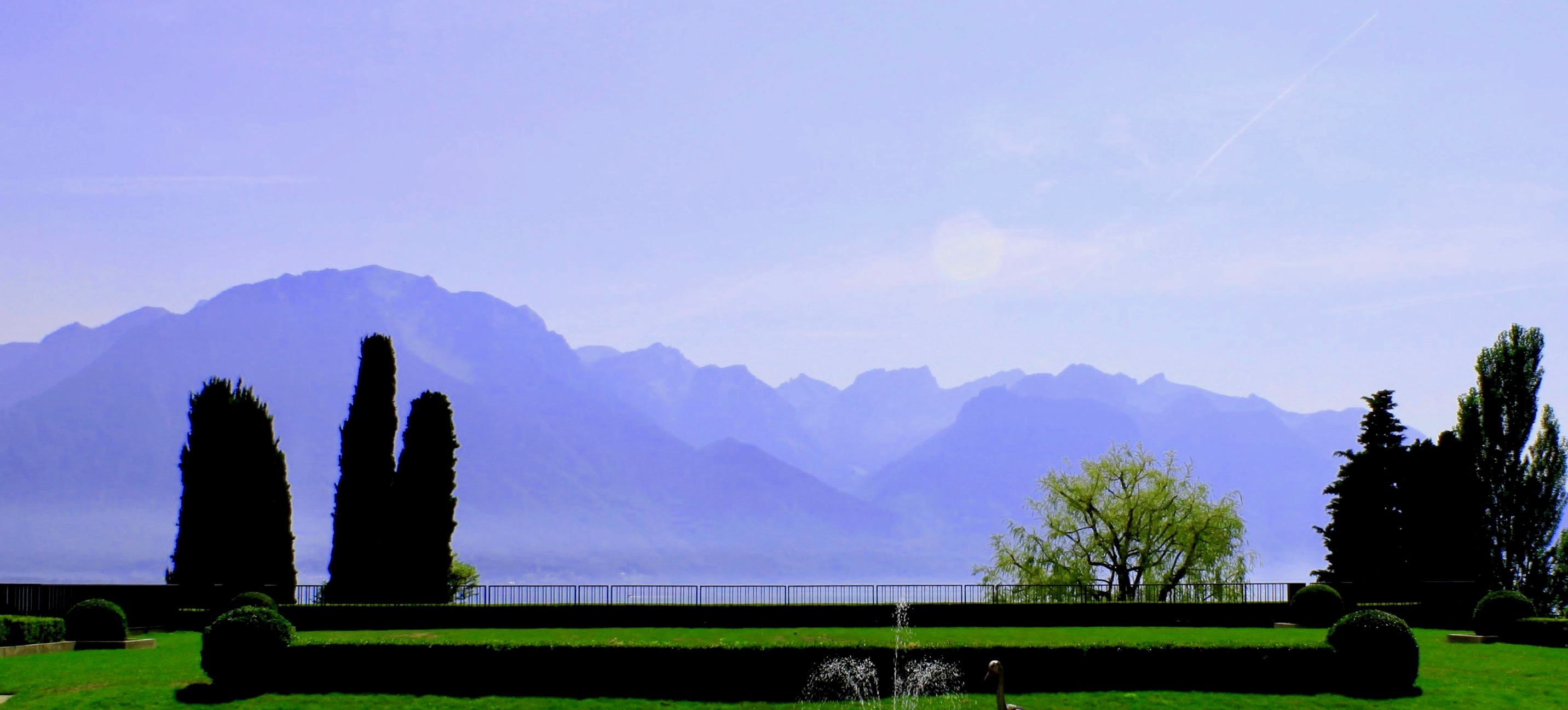

费尔蒙特莱蒙特勒宫酒店（Fairmont Le Montreux Palace）是瑞士沃州蒙特勒的一座顶级酒店，1906年开业，位于莱芒湖湖畔。
法语圈国际组织 (2010)等国际会议常在此举行。弗拉基米爾·弗拉基米羅維奇·納博科夫夫妇于1961-1977年在此长住。